# Inre-Hålfjärden
Inre-Hålfjärden är en sjö i Skellefteå kommun i Västerbotten och ingår i Jävreån-Åbyälvens kustområde. Sjön har en area på 0,0721 kvadratkilometer och ligger 3 meter över havet.

## Delavrinningsområde
Inre-Hålfjärden ingår i det delavrinningsområde (722539-176840) som SMHI kallar för Rinner till N m Bottenvikens kustvatten. Medelhöjden är 4 meter över havet och ytan är 3,09 kvadratkilometer. Det finns inga avrinningsområden uppströms utan avrinningsområdet är högsta punkten. Avrinningsområdets utflöde mynnar i havet, utan att ha någon enskild mynningsplats.